# Parkhotel Adler

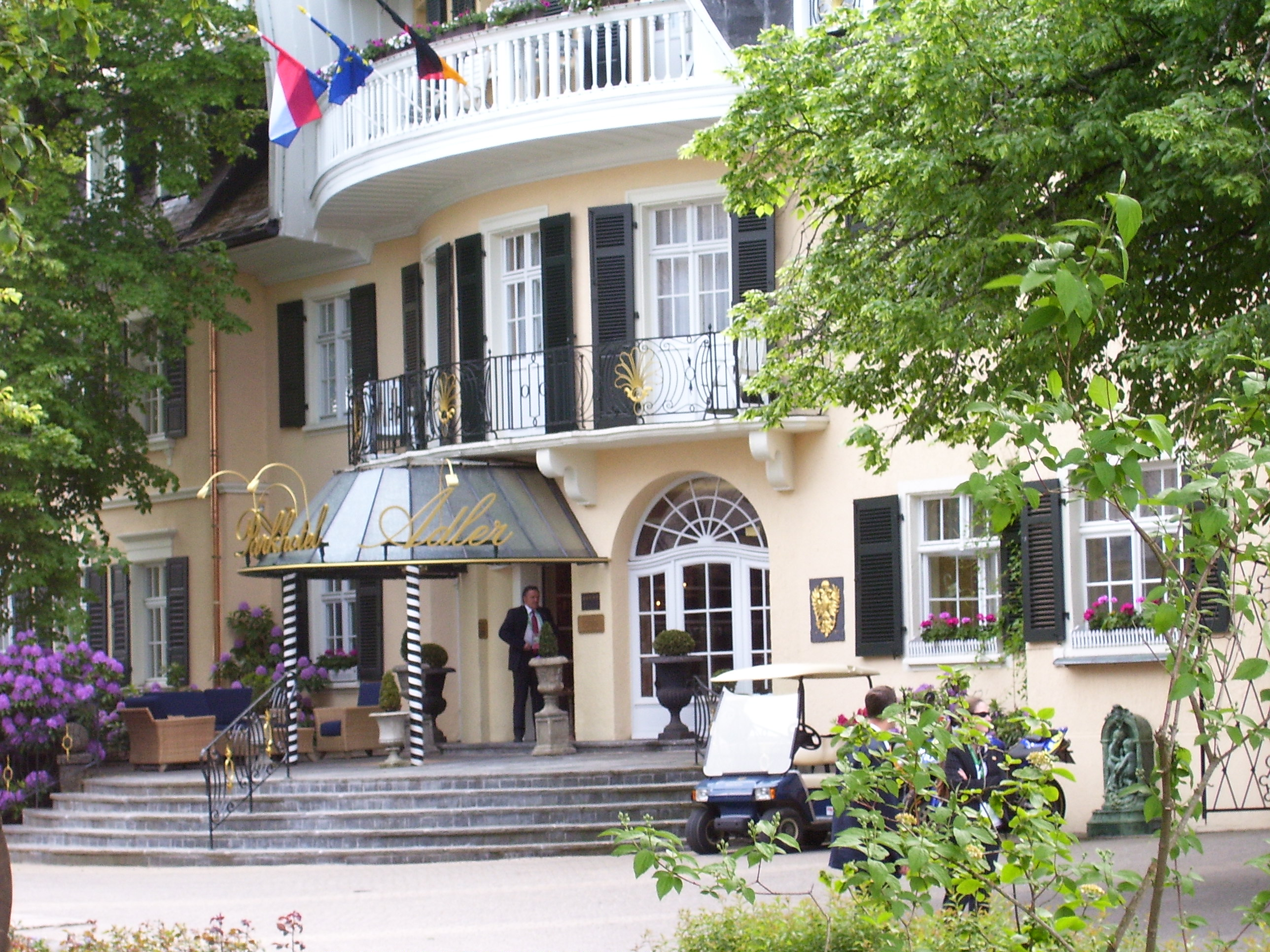
De ingang van het hotel

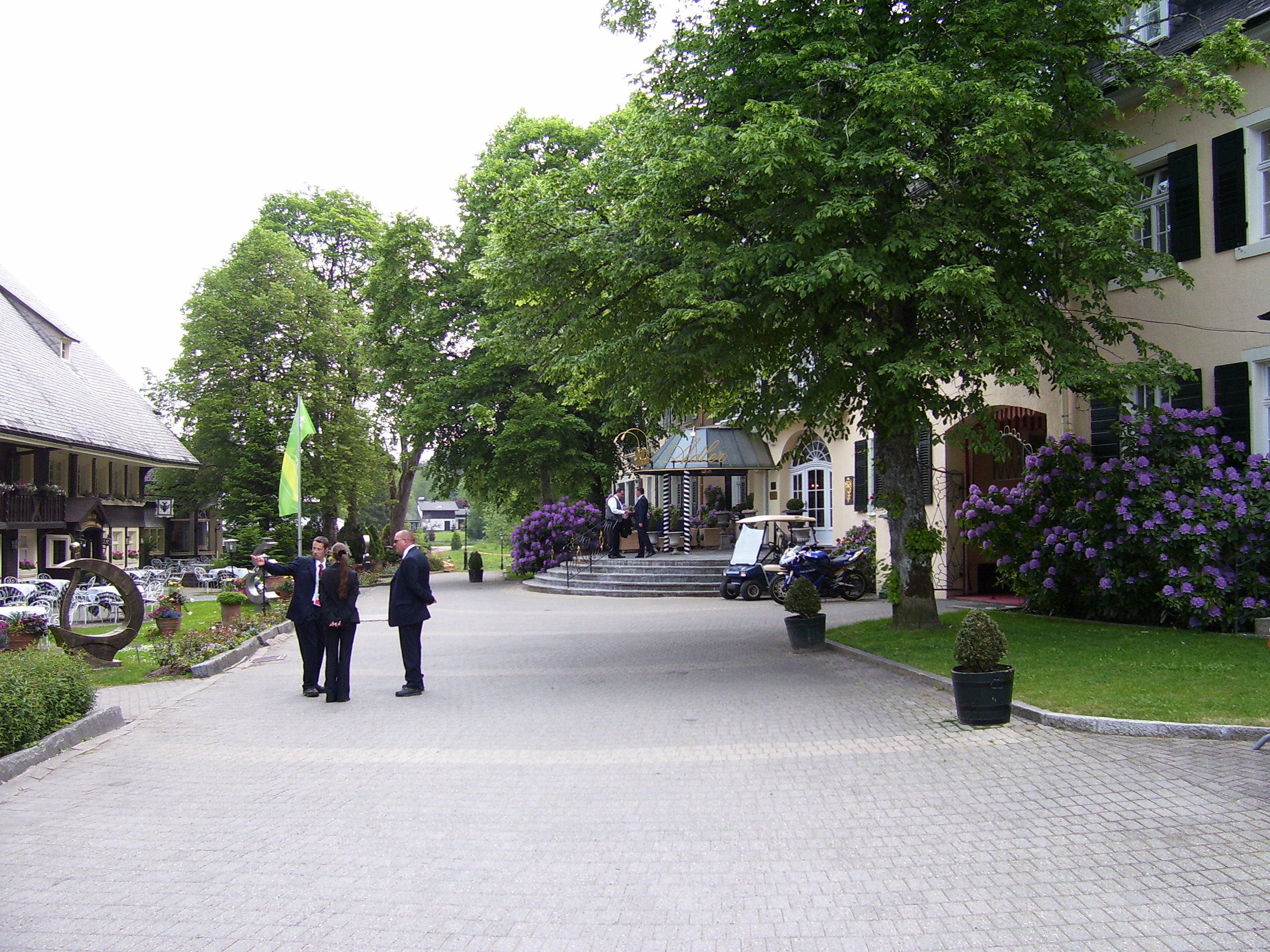
De oprit van het hotel

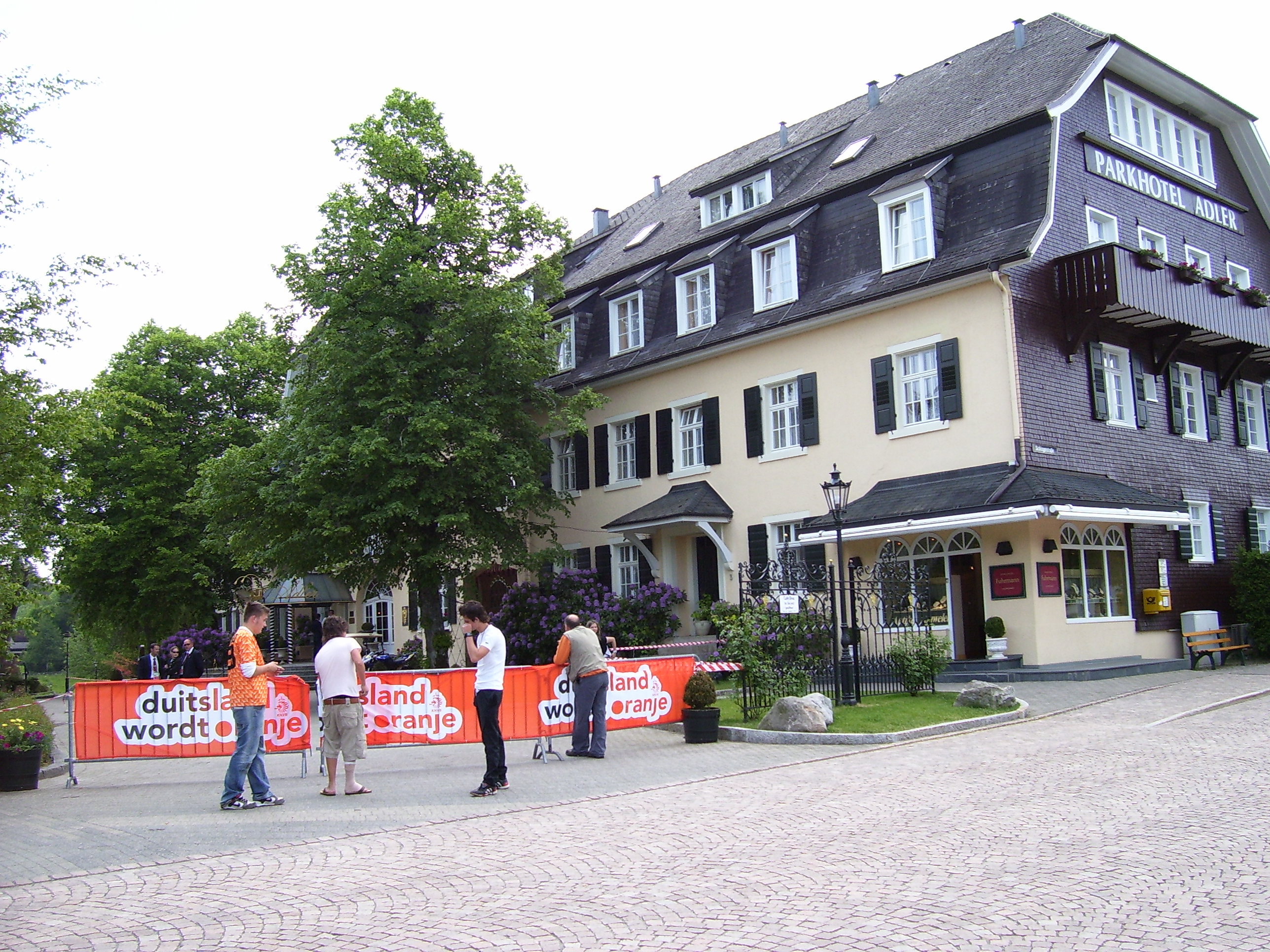
Het hotel van een afstandje

Parkhotel Adler is een vijfsterrenhotel in het Duitse plaatsje Hinterzarten in Baden-Württemberg. Het hotel is in Nederland voornamelijk bekend door het verblijf van het Nederlands elftal tijdens het Wereldkampioenschap van 2006.

## Het hotel
Het hotel omvat 78 kamers, inclusief 29 suites, en is al sinds het jaar 1446 familiebezit. Het hotel beheert onder meer een eigen spa, beautyfarm en fitnesszaal, waar gasten als Madonna, Tina Turner en koning Albert van België gebruik van hebben gemaakt.